# Tomislav Đinović
Tomislav Đinović (Podgorica) es un deportista montenegrino que compite en boxeo. Ganó una medalla de bronce en el Campeonato Europeo de Boxeo Aficionado de 2024, en la categoría de 60 kg.

## Palmarés internacional
| Campeonato Europeo | Campeonato Europeo | Campeonato Europeo | Campeonato Europeo |
| Año                | Lugar              | Medalla            | Categoría          |
| ------------------ | ------------------ | ------------------ | ------------------ |
| 2024               | Belgrado (Serbia)  | Medalla de bronce  | 60 kg              |